# 清瀬市コミュニティバス
清瀬市コミュニティバスは、2007年（平成19年）1月20日に運行開始した東京都清瀬市の市内循環コミュニティバス。愛称は「きよバス」。運行は西武バス新座営業所が受託している。

## 概要
清瀬市は、野塩、下宿、下清戸に広がる交通不便地域の解消を図るために、2000年度から調査やコミュニティバス導入検討委員会の立ち上げ等を行い、コミュニティバスのあり方や運行路線などについて検討を行ってきた。その結果を踏まえて、道が狭く既存のバス路線の延長等が難しい野塩地区についてコミュニティバスを導入する方向性を決定した。
コミュニティバスの運行が決定すると、2006年8月には愛称の募集を開始した。応募総数は214件であったが、その中から2006年12月に「きよバス」という名前を選定した。なお、ロゴ等については清瀬市がデザインの専門家に依頼して作成した物である。また、運行に先立ち12月19日、20日、21日に地元住民に対して住民説明会を開催した。
その結果、2007年1月20日に2系統の運行を開始することとなった。運行開始当初から清瀬市は事業者に運行委託金を支出しており、その額は2007年度、2008年度ともに27,058千円となっている。
運行開始直後の2007年1月は約180名であったが、2007年8月には約260名となった。
2019年10月1日にPASMO及びSuicaの利用が可能となった。

## 現行路線
主な停留所掲載
- 志木街道経由便
  - 清瀬駅北口 - （←けやきホール） - 清瀬郵便局 - 元町二丁目 - 中里一丁目 - 明治薬科大学 - 野塩団地 - 秋津駅北口 - 野塩市民センター - 野塩郵便局東 - 野塩四丁目 - 信愛病院 - 中央公園 - 松山市民センター - 松山二丁目 - 清瀬駅南口
- 緑蔭通り経由便
  - 清瀬駅北口 - （←けやきホール） - 清瀬郵便局 - 元町二丁目 - 中里一丁目 - 明治薬科大学 - 野塩団地 - 秋津駅北口 - 野塩市民センター - 野塩郵便局東 - 野塩四丁目 - 東星学園 - ベトレヘム - 梅園三丁目 - 上宮病院 - 喜望園・療護園 - 社会事業大学 - 梅園 - 複十字病院 - 松山市民センター - 清瀬駅南口

両方の便を合わせると、清瀬駅北口と南口それぞれから1時間毎の発車となる。

### 運賃
大人（中学生以上）1回180円（ICカード払い 178円）、子供（小学生）1回90円（ICカード払い 89円）
- 未就学児は無料。
- 現金又は専用回数券の他、PASMO・Suica等ICカード利用によって乗車可能[1]。
- 前乗り前払い（車椅子は後ろ扉での乗降）。なお、車椅子の乗降は、一部停留所では不可能となっている。
- 障がい者手帳を提示した障害者は、大人 100円・子供 50円での乗車ができる。
- 2021年10月1日に運賃改定。前日の9月30日までは、大人 150円、子供 80円であった。
  - 運賃改定前はPASMO・交通系ICカードは利用できなかった（専用回数券は存在した）。
  - 以前は障がい者手帳を提示した場合、大人は100円で乗車できた。しかし小児の障害者割引はなかった。

## 車両
日野・ポンチョ2代目ロングを用いている。座席定員数は12名で、全体で33名まで乗車できる。車両は3台あり、1台あたり改造費も含めて約17,500千円となっている。後ろ（中）ドア附近に自動体外式除細動器（AED）が搭載されている。
2024年3月15日からはBYD社製の小型電気バス「BYD・J6」が1台導入されている。